# Municipio de Keller (Dakota del Norte)
El municipio de Keller (en inglés: Keller Township) es un municipio ubicado en el condado de Burke en el estado estadounidense de Dakota del Norte. En el año 2010 tenía una población de 33 habitantes y una densidad poblacional de 0,35 personas por km².

## Geografía
El municipio de Keller se encuentra ubicado en las coordenadas 48°51′1″N 102°52′20″O / 48.85028, -102.87222. Según la Oficina del Censo de los Estados Unidos, el municipio tiene una superficie total de 93.36 km², de la cual 92,72 km² corresponden a tierra firme y (0,69 %) 0,64 km² es agua.

## Demografía
Según el censo de 2010, había 33 personas residiendo en el municipio de Keller. La densidad de población era de 0,35 hab./km². De los 33 habitantes, el municipio de Keller estaba compuesto por el 100 % blancos. Del total de la población el 0 % eran hispanos o latinos de cualquier raza.